# Louvet River
Der Louvet River ist ein Fluss im Quarter Gros Islet auf der Karibikinsel St. Lucia.

## Geographie
Der Fluss entsteht im Gebiet des Castries Waterworks Forest Reserve, nahe der Grenze zum Quarter Dennery und schlängelt sich nach Osten in kaum besiedeltem Gebiet. In der Louvet Bay (Chaloupe Bay) mündet er in den Atlantik.